# Berliner FC Nordstern
Berliner FC Nordstern was een Duitse voetbalclub uit de hoofdstad Berlijn. De club werd opgericht in 1907 en fuseerde in 1973 met VfL Nord Berlin tot SV Nord-Nordstern Berlin.

## Geschiedenis
BFC Nordstern werd in 1907 opgericht en sloot zijn bij de Berliner Ballspiel-Bund aan. In 1908/09 kon de club zelfs kampioen worden. Tot aan het einde van de Tweede Wereldoorlog speelde de club echter geen noemenswaardige rol in het Berlijnse voetbal. In 1933 fuseerde de club met BFC Teutonia 1909 en nam de naam Teutonia-Nordstern 07 aan.
Na de oorlog werd de club ontbonden en heropgericht als SG Osloer Straße. De club nam aan de Berliner Stadtliga deel, het eerste naoorlogse kampioenschap in vier reeksen, waarvan de beste clubs zich plaatsten voor het volgende seizoen dat nog maar één reeks telde. De club werd tweede achter SG Mariendorf en slaagde er zo in zich te kwalificeren voor het volgende seizoen met twaalf clubs. In 1947 werd de naam BSG Nordstern aangenomen en in 1948 degradeerde de club. Een jaar later werd opnieuw de historische naam BFC Nordstern aangenomen.
In 1951 promoveerde de club weer en kon tot 1955 in de Oberliga spelen, maar vocht elk jaar tegen de degradatie. Tot 1972 bleef de club in de Amateurliga Berlin spelen en degradeerde dan. In 1973 fuseerde de club met VfL Nord Berlin tot SV Nord-Nordstern Berlin. Deze club werd ook een sportclub met meerdere afdelingen. In 2001 fuseerde deze club met Rapide Wedding tot SV Nord Wedding 1893.